# 1754 год в музыке

## События
- Ослеп композитор Кристоф Граупнер, что положило конец его творческой карьере.
- Джузеппе Тартини опубликовал трактат Trattato di musica secondo la vera scienza dell’armonia.
- Джованни Паизиелло начинает учиться в консерватории «Сант-Онофрио а Капуана» (итал. Conservatorio di S. Onofrio) в Неаполе, где одним из его учителей был Франческо Дуранте.

## Классическая музыка
- Майкл Кристиан Фестинг[англ.] — «Скрипичные сонаты» (англ. Violin sonatas, посмертная публикация).
- Франсуа Жозеф Госсек — Symphony No. 1.
- Пьетро Локателли — балет «Волшебный лес» (итал. La foresta incantata).
- Пьетро Доменико Парадизи — «12 сонат для клавесина» (итал. 12 sonate de gravicembalo).

## Опера
- Винченцо Чампи (итал. Vincenzo Ciampi) — Didone.
- Бальдассаре Галуппи — «Сельский философ» (итал. Il filosofo di campagna, либретто Гольдони).
- Иоганн Адольф Хассе — Artemisia.

## Родились
- 15 марта — Сильвестро Пальма[итал.], итальянский оперный композитор (умер в 1834).
- 2 мая — Висенте Мартин-и-Солер, испанский оперный и балетный композитор, работавший в Италии, Австрии и России (умер в 1806).
- 12 мая — Франц Антон Хоффмайстер, немецкий композитор и музыкальный издатель, был близок с Вольфгангом Амадеем Моцартом (умер в 1812).
- 15 июля — Джейкоб Френч (англ. Jacob French), учитель пения, один из первых американских композиторов (умер в 1817).
- 28 августа — Петер фон Винтер, немецкий композитор, вокалист и дирижёр (умер в 1825).
- Сентябрь — Элизабет Энн Шеридан, в девичестве Линли, английская певица, вторая дочь композитора Томаса Линли, жена драматурга Ричарда Бринсли Шеридана, (умерла в 1792).
- 9 декабря — Этьен Ози[фр.], французский фаготист и композитор (умер в 1813).[1]
- 20 декабря — Йозеф Шуберт, немецкий композитор, скрипач и альтист (умер в 1837).
- дата неизвестна — Ханс Грам[англ.], американский органист и композитор датского происхождения (умер в 1804).

## Умерли
- 16 мая — Джованни Карло Мариа Клари, итальянский композитор и капельмейстер (род. в 1677).
- 22 июня — Николя Сире[фр.], французский органист, клавесинист и композитор (род. в 1663).
- 6 октября — Адам Фалккенхаген[нем.], немецкий лютнист и композитор эпохи барокко (род. в 1697).

предположительно
- Гедон де Прель (фр. Mlle Guédon de Presles), французская певица, композитор и актриса (год рождения неизвестен).
- Seedo (он же Sidow, настоящее имя неизвестно), немецкий органист и композитор, работавший в основном в Англии (род. около 1700).